# Lemon (anime)
El lemon o fanfiction erótico es un escrito basado en manga o anime en el que se muestra las relaciones sexuales entre los personajes, ya sean los protagonistas o no. Existe un nivel menor, llamado lime, en el que el contenido de la escena es menos explícito. Estos escritos se pueden clasificar como literatura erótica.